# Андерсен, Рейдар
Рейдар Андерсен (норв. Reidar Andersen; 20 апреля 1911, Рингерике, Бускеруд — 15 декабря 1991, Осло) — норвежский прыгун с трамплина, бронзовый призёр зимних Олимпийских игр 1936 года, трёхкратный серебряный призёр чемпионатов мира, трёхкратный чемпион Норвегии (1936, 1937, 1938). Член сборной Норвегии по лыжным видам спорта.

## Спортивная карьера
Андерсен выиграл свою первую международную медаль на чемпионате мира по лыжным видам спорта 1930 года в Осло, завоевав серебро. Пять лет спустя Рейдар вновь занял второе место на чемпионате мира по лыжным видам спорта 1935 года в Высоких Татрах.
После победы на чемпионате Норвегии 1936 года норвежец был включен в сборную Норвегии для участия в зимних Олимпийских играх 1936 года, где завоевал бронзовую медаль. В 1937 году он снова победил на чемпионате Норвегии и, таким образом, был вновь в составе сборной Норвегии, которая отправилась на чемпионат мира по лыжным видам спорта 1937 года в Шамони. На этом турнире в третий раз в карьере он завоевал серебро, уступив своему соотечественнику Биргеру Рууду.
В 1938 году Андерсен был награжден медалью Холменколлена после того, как ему первому в мире удалось выиграть три раза подряд соревнования по прыжкам на знаменитом фестивале в Холменколлене.
После Второй мировой войны Андерсен снова участвовал в чемпионате Норвегии в 1946 году, заняв 3-е место. После этого в возрасте 35 лет он завершил свою активную карьеру прыгуна с трамплина.
15 декабря 1991 года Рейдар Андерсен умер в Осло в возрасте 80 лет.